# NGC 1211
NGC 1211 је спирална галаксија у сазвежђу Кит која се налази на NGC листи објеката дубоког неба.
Деклинација објекта је - 0° 47' 39" а ректасцензија 3h 6m 52,4s. Привидна величина (магнитуда) објекта NGC 1211 износи 12,4 а фотографска магнитуда 13,3. NGC 1211 је још познат и под ознакама UGC 2545, MCG 0-8-93, CGCG 389-81, IRAS 03043-0059, PGC 11670.